# Jukka Raitala
Jukka Raitala (Kerava, 15 september 1988) is een Fins voetballer die doorgaans in de verdediging speelt. Raitala debuteerde in 2009 in het Fins voetbalelftal.

## Clubcarrière
Op 6 juni 2012 tekende Raitala een vierjarig contract bij Eredivisionist sc Heerenveen, waar hij als de beoogd eerste linksback werd binnengehaald. Hij maakte zijn officiële debuut in het 4–0 gewonnen duel tegen Rapid Boekarest in de derde voorronde van de Europa League. Op 12 augustus 2012 debuteerde hij in competitieverband voor sc Heerenveen; door een liesblessure werd hij echter al na een half uur vervangen. In november 2014 maakte Raitala zijn eerste doelpunt op het hoogste niveau, in de competitiewedstrijd tegen Go Ahead Eagles (2–2).
Eind 2016 verruilde hij Sogndal voor Columbus Crew. Eind 2017 verkreeg Los Angeles FC zijn rechten, maar ruilde dat hem direct samen met Raheem Edwards voor Laurent Ciman van Montreal Impact. In januari 2021 ging hij naar Minnesota United FC.

## Clubstatistieken
| Seizoen | Club                  | Competitie          | Wedst | Goals |
| ------- | --------------------- | ------------------- | ----- | ----- |
| 2007    | HJK Helsinki          | Veikkausliiga       | 23    | 0     |
| 2008    | HJK Helsinki          | Veikkausliiga       | 23    | 0     |
| 2009    | HJK Helsinki          | Veikkausliiga       | 20    | 0     |
| 2009/10 | → TSG 1899 Hoffenheim | Bundesliga          | 2     | 0     |
| 2010/11 | TSG 1899 Hoffenheim   | Bundesliga          | 0     | 0     |
| 2010/11 | → SC Paderborn 07     | 2. Bundesliga       | 29    | 0     |
| 2011/12 | → CA Osasuna          | Primera División    | 17    | 0     |
| 2012/13 | sc Heerenveen         | Eredivisie          | 20    | 0     |
| 2013/14 | sc Heerenveen         | Eredivisie          | 2     | 0     |
| 2014/15 | sc Heerenveen         | Eredivisie          | 6     | 1     |
| 2014/15 | FC Vestsjaelland      | Superligaen         | 15    | 0     |
| 2015/16 | Aalborg BK            | Superligaen         | 5     | 0     |
| 2016    | Sogndal               | Tippeligaen         | 28    | 1     |
| 2017    | Columbus Crew         | Major League Soccer | 30    | 0     |
| 2018    | Montreal Impact       | Major League Soccer | 28    | 1     |
| 2019    | Montreal Impact       | Major League Soccer | 13    | 0     |
|         |                       | Totaal              | 261   | 3     |

## Interlandcarrière
Raitala debuteerde op 4 februari 2009 in het Fins voetbalelftal, dat die dag vriendschappelijk speelde tegen Japan en in Tokio met 5–1 verloor. Ook Teemu Pukki, Tomi Maanoja, Joni Aho, Tuomo Turunen, Përparim Hetemaj, Mehmet Hetemaj, Tim Sparv en Jarno Parikka maakten in die wedstrijd voor het eerst hun opwachting in de nationale ploeg.

## Erelijst
HJK Helsinki
- Suomen Cup

2008